# Video the Vote
Video the Vote je americká občanská iniciativa založená za účelem monitorování důležitých voleb státního nebo celostátního měřítka. Byla založena ve státě Ohio, v roce 2006, těsně před tamními volbami státního guvernéra, ad hoc.

## Poslání Video the Vote
Účelem iniciativy je eliminovat případy, kdy voličův hlas není započítán. Video the Vote je založena na dobrovolnosti a jejím cílem je mít co největší rozsah a v den voleb mobilizovat dobrovolníky monitorující co nejvíce volebních obvodů.

## Princip Video the Vote
Do iniciativy se zaregistrují dobrovolníci (není nutné být občanem USA nebo způsobilým voličem), kteří v den voleb pomocí videokamer monitorují jejich průběh, resp. potenciální problémy. Zaměřují se zejména na případy, kdy některý volič byl odmítnut, byl chybně registrován jeho hlas, došlo k technickým problémům s volebními přístroji, nebyla dodržena doba, po kterou mají být otevřeny volební místnosti, atp.
Video the Vote tyto dobrovolníky instruuje k základní osvětě v oblasti volebního práva (způsobilost volit, povinné dokumenty, které si volič musí vzít s sebou k volbám; jak řešit případné problémy a další) a vyzývá je, aby odmítnuté voliče nebo voliče, kteří se při své volbě setkali s technickými či jinými problémy, natočili (resp. jejich bezprostřední výpověď).
Záběry z videokamer jsou průběžně posílány do pro tento účel dočasně zřízených bodů, kde jsou editovány, stěžejní materiál vystřižen, a převeden do videosouborů, které jsou následně uploadovány na server této iniciativy, kde je opět zpracován, probrán a nejzávažnější záznamy uploadovány na server YouTube, kde si je může prohlédnout kdokoli s internetovým připojením. Pro iniciativu jsou vítaní i blogeři popř. právníci, kteří jednotlivým případům poskytnou právní rozbor nebo pouhý komentář.